# De l'or en barres
Pour plus de détails, voir Fiche technique et Distribution.
De l'or en barres (The Lavender Hill Mob) est un film britannique de Charles Crichton sorti en 1951.

## Synopsis
Dans un restaurant de luxe au Brésil, un Anglais, Monsieur Holland, raconte son parcours à un compatriote.
Employé pendant vingt ans pour le transport de lingots d'or entre une fonderie et la banque pour laquelle il travaille, il a fait tous les trajets enfermé dans le fourgon, accompagné par deux chauffeurs armés. Il s'imagine volant cet or un jour, mais le problème est de trouver le moyen de le faire sortir l'or d'Angleterre.
Un jour, un nouveau pensionnaire, Monsieur Pendlebury, arrive dans la pension où il réside : la Lavender Hill. Son travail consiste à concevoir, puis à fondre des articles en plomb pour les magasins de souvenirs, qu'il envoie dans des pays étrangers. Holland a alors l'idée qu'en fondant les lingots en tours Eiffel, il pourra facilement les expédier en France.
Holland et Pendlebury s'associent, puis trouvent deux malfrats pour les assister : Lackery et Shorty. Le jour du vol, Shorty joue un rôle de dessinateur de rue, Lackery se tient non loin avec un vélo. Holland fait arrêter le fourgon, prétextant une voiture suspecte, et envoie un des chauffeurs voir au coin de la rue. Lackery passe à vélo et signale au chauffeur qu'un pneu est crevé. Le chauffeur descend, Shorty se précipite dans la cabine et s'enfuit avec le fourgon. Dans un entrepôt, il transfère une partie des lingots dans un autre camion. Holland est ligoté pour faire croire qu'il est une victime dans ce vol d'un montant d'un million de livres sterling.
Le vol réussi, ils fondent l'or en tours Eiffel et les envoient en France, comme prévu. La caisse où elles se trouvent passe sans difficulté les douanes des deux pays. Holland et Pendlebury se rendent à leur tour à Paris mais il découvrent qu'une partie des tours Eiffel d'or ont été mises en vente et que six ont déjà été vendues à un groupe d'écolières anglaises. Holland tient à récupérer ces indices compromettants. Il les piste et parvient jusqu'à leur école. Accompagné par Pendlebury, il négocie l'échange de cinq tours, mais une écolière refuse d'échanger la sienne. Ils projettent alors de la lui voler, mais celle-ci, entrée dans l'École de la Police où se tient une exposition, l'offre en cadeau à un policier. Holland s'empare précipitamment de la tour aux yeux de tous et s'enfuit. Une course poursuite s'engage ; Pendlebury est arrêté, mais Holland arrive à s'échapper et prend un vol pour Rio de Janeiro.
Holland termine sa narration. Les deux hommes se lèvent et quittent le restaurant comme s'ils étaient deux amis, mais en réalité Holland est attaché par des menottes car il a été arrêté par son compatriote.

## Fiche technique
- Titre original : The Lavender Hill Mob
- Titre français : De l'or en barres ou De l'or en barre[1]
- Réalisation : Charles Crichton, assisté de Jim O'Connolly (non crédité)
- Scénario : T. E. B. Clarke
- Direction artistique : William Kellner
- Costumes : Anthony Mendleson
- Photographie : Douglas Slocombe
- Son :Stephen Dalby
- Musique : Georges Auric
- Montage : Seth Holt
- Production : Michael Balcon
- Production associée : Michael Truman
- Société de production : Ealing Studios, J. Arthur Rank Organisation
- Société de distribution : General Film Distributors
- Pays d'origine :  Royaume-Uni
- Langue originale : anglais
- Format : noir et blanc — 35 mm — 1,37:1 — son Mono (RCA Sound System)
- Genre : comédie
- Durée : 81 minutes
- Dates de sortie :
  - Royaume-Uni : 26 juin 1951
  - France : 9 octobre 1951

## Distribution
- Alec Guinness (VF : Gérard Férat) : Monsieur Holland
- Stanley Holloway (VF : Jean Brochard) : Monsieur Pendlebury
- Sydney James : Lackery
- Alfie Bass (VF : Jean Berton) : Shorty
- Marjorie Fielding : madame Chalk
- Audrey Hepburn : Chiquita
- Jacques Brunius : un inspecteur des douanes
- Robert Shaw : un technicien de la police
- Desmond Llewelyn : un inspecteur des douanes
- Ronald Adam : Turner
- Eugene Deckers : un inspecteur des douanes
- Marie Ney : la directrice de l'école
- Archie Duncan : Chef caissier

## Récompenses

### Prix
- Oscars 1953 : Oscar du meilleur scénario original décerné à T.E.B. Clarke ;
- BAFTA 1952 : British Academy Film Award du meilleur film britannique
- Prix du meilleur acteur dans un film étranger des critiques de cinéma italiens 1952 pour Alec Guinness.

### Nominations
- Oscars 1953 :  Alec Guinness pour l'Oscar du meilleur acteur
- BAFTA 1952 : British Academy Film Award du meilleur film ;
- Directors Guild of America Awards : prix de la mise en scène pour Charles Crichton ;
- Mostra de Venise 1951 : Lion d'or pour le film

## Autour du film
- Audrey Hepburn, alors âgée de vingt-deux ans, fait une de ses premières apparitions.